# Berezovski
Berezovski je priimek več oseb:
- Ilija Nikolajevič Berezovski, sovjetski general
- Boris Abramovič Berezovski, ruski poslovnež